# Tom és Jerry (film, 2021)
A Tom és Jerry (eredeti cím: Tom & Jerry: The Movie) 2021-ben bemutatott amerikai vegyes technikával készült családi filmvígjáték, amely William Hanna és Joseph Barbera által létrehozott, azonos című rajzfilmfigurák alapján készült. A Warner Animation Group gyártotta és a Warner Bros. Pictures forgalmazta. Ez a karakterek alapján készült második mozifilm az 1992-es Tom és Jerry – A mozifilm után.
A film rendezője Tim Story, forgatókönyvírója Kevin Costello. A főszerepet Chloë Grace Moretz, Michael Peña, Colin Jost, Rob Delaney, Pallavi Sharda és Ken Jeong alakítja. A címszereplők hangját William Hanna, Mel Blanc és June Foray adják archív audiofelvételeken keresztül, míg Frank Welker, Kaiji Tang és André Sogliuzzo közösen dolgoztak együtt. A filmet az Amerikai Egyesült Államokban 2021. február 26-án, míg Magyarországon három hónappal később szinkronizálva, május 20-án mutatták be a mozikban az InterCom Zrt. jóvoltából. Általánosságban negatív kritikákat kapott a kritikusoktól, azonban világszerte több mint 136 millió dolláros bevételt gyűjtött össze, ezzel 2021 hetedik legsikeresebb filmje lett.

## Cselekmény
Manhattanben Tom macska, akinek minden álma, hogy zongorista legyen, a Central Parkban tart előadást, míg régi riválisa, Jerry egér új otthont keres. Miután Tom billentyűzete egy verekedés során tönkremegy, üldözőbe veszi Jerryt, de Kayla Foresterbe botlik. Kayla állást keres New York legelőkelőbb szállodájában, a Royal Gate-ben, ezért egy lopott önéletrajzot mutat be sajátjaként, hogy segítsen megszervezni egy nagyszabású esküvőt. Jerry besurran a szállodába, míg Tom különböző stratégiákat eszel ki, hogy bejusson a hotelbe, hogy elkapja Jerryt.
A helyi hírességek, Preeta Mehta és vőlegénye, Ben megérkeznek, valamint háziállataik, Cövek és Mirci. Amikor a párt a szobájukba kísérik, kiderül Jerry jelenléte, ami veszélybe sodorja az esküvőt és a szállodát is. Kayla felajánlja, hogy segít elkapni Jerryt, és végül összebarátkozik Tommal, miközben Jerryt üldözi. Tom segít kikergetni az egeret a szállodából, miközben Kayla megtudja Preetától, hogy eltűnt az eljegyzési gyűrűje. Jerry visszatér, és elárulja Kaylának, nála volt Preeta gyűrűje, és beleegyezik abba, hogy visszaadja neki, feltéve ha a szállodában maradhat. Mielőtt Kayla beleegyezhetne, Terence visszatér Cövek sétáltatásából, és az ezt követő hajsza tönkreteszi a szálloda előtermét.
Terence-t szabadságra küldik, míg Kayla átveszi a Jerry által ellopott gyűrű visszaszolgáltatásának eseményszervezését. Kayla közli Tommal és Jerryvel, hogy ki kell békülniük, és az egész következő napot a szállodától távol kell tölteniük, amibe beleegyeznek. Míg Kayla a hotel személyzetével együtt menedzseli az esküvőt, Tom és Jerry az út során összebarátkoznak, de egy állattartó telepre viszik őket, miután véletlenül megzavarnak egy baseballmeccset. Terence külön meglátogatja Tomot és Jerryt, és arra buzdítja őket, hogy balhézzanak az esküvőn, aminek következtében a szálloda többi része tönkremegy.
Tom és Jerry végül úgy döntenek, hogy együttműködnek, és meggyőzik Kaylát és a szálloda személyzetét, akik között ott van a vonakodó Terence is, hogy megmentsék az esküvőt. Az esküvőt a Central Parkban tartják, ahol Ben bocsánatot kér Preetától. Kayla munkát kap a szállodában azzal a nővel együtt, akinek az önéletrajzát elvitte, Tom és Jerry is ott maradhat.

## Szereplők
| Élőszereplő        | Színész | Magyar hang         | Leírás |
| ------------------ | --- | ------------------- | --- |
| Kayla              | Chloë Grace Moretz | Mentes Júlia        | A Royal Gate Hotel fiatal alkalmazottja és esküvőszervező, aki még az esküvő előtt felveszi Tomot Jerry eltávolítására. |
| Terence            | Michael Peña | Csőre Gábor         | A Royal Gate Hotel cselszövő rendezvényvezetője és Kayla főnöke.                                                        |
| Ben                | Colin Jost | Szatory Dávid       | A Royal Gate Hotel esküvőjén a vőlegény. Ben a gazdája Cöveknek.                                                        |
| Mr. Dubros         | Rob Delaney | Kautzky Armand      | A Royal Gate Hotel gazdag vezérigazgatója és tulajdonosa.                                                               |
| Jackie, a szakács  | Ken Jeong | Kálloy Molnár Péter | A Royal Gate Hotel gazdag, kiváló szakácsa és péke.                                                                     |
| Preeta             | Pallavi Sharda | Szilágyi Csenge     | Az esküvőn menyasszony, Ben hitvese. Preeta a Toodles "Toots" Galore tulajdonosa.                                       |
| Cameron            | Jordan Bolger | Jéger Zsombor       | A Royal Gate Hotel csaposa.                                                                                             |
| Joy                | Patsy Ferran | Sodró Eliza         | A Royal Gate Hotel londinere.                                                                                           |
| Gavin              | Daniel Adegboyega | Gémes Antos         | A Royal Gate Hotel portása.                                                                                             |
| Mr. Mehta          | Ajay Chhabra | Jakab Csaba         | Preeta apja. |
| Mrs. Mehta         | Somi De Souza | N/A                 | Preeta anyja. |
| Segéd              | Ozuna | N/A                 | Esküvői munkatárs. |
| Animációs szereplő | Eredeti hang | Magyar hang         | Leírás |
| Tom                | William Hanna, Mel Blanc és June Foray (archív audio hangfelvételek útján) Frank Welker, Kaiji Tang és André Sogliuzzo (közös munkával együtt) | Saját hangjukon     | Kóbor szmokingos macska és Jerry ellensége, akit felvesz Kayla, hogy kiiktassa az egeret. Profi zongorista is.          |
| Jerry              | William Hanna, Mel Blanc és June Foray (archív audio hangfelvételek útján) Frank Welker, Kaiji Tang és André Sogliuzzo (közös munkával együtt) | Saját hangjukon     | Huncut házi egér és Tom ellensége, aki a Hotelben lakik.                                                                |
| Cövek              | Bobby Cannavale | Schneider Zoltán    | Vérengző, de ostoba amerikai bulldog, aki rendkívüli módon nem kedveli Tomot, egyben Ben házikedvence.                  |
| Angyal / Ördög     | Lil Rel Howery | Kálid Artúr         | Tom vállán lévő lények, akik különböző tanácsokat adnak neki.                                                           |
| Ingatlanos patkány | Utkarsh Ambudkar | Nagypál Gábor       | Patkány. |
| Mufurc             | Nicky Jam | Király Attila       | Elégedetlen fekete sikátoros macska, aki egy manhattani sikátor macskabanda vezetője is, Tom ellensége.                 |
| Cecil              | Ben Shephard | Galambos Péter      | Két elefánt Ben és Preeta esküvőjén.                                                                                    |
| Malcolm            | Kate Garraway | Papp János          | Két elefánt Ben és Preeta esküvőjén.                                                                                    |

## Díjak és jelölések
Arany Málna díj (2022)
- jelölés: legrosszabb előzményfilm, remake, koppintás vagy folytatás (Chris DeFaria, Warner Animation Group, The Story Company)
- jelölés: Legrosszabb filmes páros (Tom és Jerry)

## Fordítás
Ez a szócikk részben vagy egészben  a   Tom & Jerry (2021 film) című angol Wikipédia-szócikk fordításán alapul.  Az eredeti cikk szerkesztőit annak laptörténete sorolja fel. Ez a jelzés csupán a megfogalmazás eredetét és a szerzői jogokat jelzi, nem szolgál a cikkben szereplő információk forrásmegjelöléseként.